# Bleipikrat
Bleipikrat ist der Trivialname von Blei(II)-2,4,6-trinitrophenolat. Es ist das Bleisalz der Pikrinsäure und fand früher und zum Teil noch heute Anwendung in Sprengkapseln und Anzündhütchen.

## Eigenschaften
Bleipikrat liegt in Form von gelben bis orangefarbenen Kristallnadeln vor. Es ist nahezu unlöslich in Wasser und etwas löslich in Aceton und Ethanol. Bleipikrat existiert in vielen Formen. Es gibt Formen, die Kristallwasser enthalten, jedoch durch Erhitzen in die wasserfreie Form überführt werden können. Daneben existieren verschiedene andere Formen wie zum Beispiel basisches Bleipikrat.
Die Verbindung ist extrem schlagempfindlich. Eine Probe explodiert bereits, wenn ein 2 kg Gewicht aus nur 2 cm Höhe auf diese fällt. Dies entspricht einer Schlagenergie von 0,4 J. Damit ist es sogar noch empfindlicher als Quecksilberfulminat. Es ist somit möglich, dass eine kleine Menge bereits unter dem Einfluss des Eigengewichtes explodiert. Kommt Bleipikrat in Kontakt mit einer Flamme, so verpufft es unter Entwicklung von feinem Bleistaub. Die Verbindung ist recht toxisch, was zum einen auf den Trinitrophenolatrest zurückzuführen ist, aber zum anderen auch von den Blei(II)-Ionen kommt.

## Darstellung
Bleipikrat wird heute kaum noch produziert. Allerdings produzierten es die Deutschen im Zweiten Weltkrieg in größeren Mengen. Dabei wurde ein gut wasserlösliches Bleisalz (z. B. Bleinitrat) entweder direkt mit Pikrinsäure versetzt, worauf das schwerlösliche Bleipikrat ausfiel, oder es wurde eine Lösung von einem gut wasserlöslichen Bleisalz mit einer Lösung eines ebenfalls gut wasserlöslichen Pikrates vermischt, worauf ebenfalls Bleipikrat ausfiel.

## Sicherheitshinweise
Es sei darauf hingewiesen, dass die Bildung von Schwermetallpikraten, vor allem Bleipikrat, grundsätzlich zu vermeiden ist. Diese entstehen oft ungewollt, wenn Pikrinsäure in Kontakt mit Metallen, deren Oxiden, Carbonaten, Hydroxiden etc. kommt. Zahlreiche Unfälle haben in der Vergangenheit gezeigt, dass diese Verbindungen äußerst gefährlich und instabil sind. In Deutschland unterliegt der Besitz, Umgang, die Lagerung etc. außerdem dem Sprengstoffgesetz (SprengG).